# ATP Firenze 1992
L'ATP Firenze 1992 è stato un torneo di tennis giocato sulla terra rossa. È stata la 20ª edizione dell'ATP Firenze che fa parte della categoria World Series nell'ambito dell'ATP Tour 1992. Si è giocato a Firenze in Italia dall'8 giugno al 14 giugno 1992.

## Campioni

### Singolare
Thomas Muster ha battuto in finale  Renzo Furlan con il punteggio di 6–3, 1–6, 6–1

### Doppio
Marcelo Filippini /  Luiz Mattar hanno battuto in finale  Royce Deppe /  Brent Haygarth con il punteggio di 6–4, 6–7, 6–4